# 白山派
白山派（Aqtāghlïq），是叶尔羌汗国納克什班迪教團的一个分支。白山派最初发展于撒马尔罕一地。“白山派”在十八世紀出現，又叫“白帽派”、“白帽回子”。
叶尔羌汗国统治时期，他们与黑山派发生了激烈的战斗（其中黑山派受哈薩克汗国支持）。后来阿帕克和卓在达赖与准噶尔干预下回新疆辦理回務，后被黑山派驱逐。阿帕克和卓后裔被囚禁在伊犁。准噶尔部灭亡后，阿帕克和卓之孙波罗尼都、霍集占被清朝释放，不久发动了大小和卓之乱，最后为清朝军队所平息。

## 白山派的歷代和卓
- 瑪哈圖木·阿雜木（‎，Makhdum-i-Azam）
- 瑪木特·額敏（‎，Khoja Muhammad Amin），又稱伊善·卡蘭（‎，Ishan-i-Kalān）
- 瑪木特·玉素布（‎，Khoja Muhammad Yusuf）
- 伊達雅圖勒拉（‎，Khoja Hidāyatullah），又稱阿巴和卓（‎，Afaq Khoja）
- 雅雅和卓（‎，Khoja Yahya），又稱Khan Khojan（‎）
- Khoja Akbash（‎）
- Khoja Ahmed（‎）
- 空位期 1720-1758
- 波罗尼都（‎，Khoja Burhan-ud-din） 1758
- 空位期 1758-1816
- 張格爾（‎，Syed Jahangir Sultan） 1825－1868
- 玉素普（‎，Yusuf Khoja） 1830
- Zuhur-ud-din（‎）？ 教派不詳 1832－1846
- 伊山汗（‎，Eshan Khan Khoja） 1846
- Ahmed Wang（‎）？ 教派不詳 1846－1857
- 倭里罕（‎，Khoja Wali Khan） 1857年5月－9月